# Chelonarium
Chelonarium is een geslacht van de familie chelonariidae uit de orde van de Coleoptera (Kevers).

## Soorten
Deze lijst is mogelijk niet compleet.
- C. abdominale
- C. aciculare
- C. acuminatum
- C. adstrictum
- C. aethiops
- C. affine
- C. albidum
- C. albo-sparsum
- C. albocinctum
- C. albopubescens
- C. alboscutatum
- C. angulicolle
- C. anticecavatum
- C. apicecoriaceum
- C. assimile
- C. atrum
- C. attenuatum
- C. aureomaculatum
- C. aureopilosum
- C. australicum
- C. bahiense
- C. basale
- C. beauvoisi
- C. bicolor
- C. bifoveatum
- C. bipunctatum
- C. biroi
- C. brevicolle
- C. brevius
- C. brunneicotte
- C. brunneum
- C. cavaticolle
- C. cercumflexum
- C. chevrolati
- C. chiriquense
- C. convexicolle
- C. convexum
- C. coriaceipenne
- C. corpulentum
- C. costatipenne
- C. crassiusculum
- C. crassum
- C. crenatum
- C. cupreum
- C. curium
- C. cyphonotum
- C. decipiens
- C. declive
- C. depressicolle
- C. dichroum
- C. discoidale
- C. diversepubescens
- C. dorsale
- C. dorsuosum
- C. ebeninum
- C. elegantulum
- C. elegatis
- C. elongatum
- C. emys
- C. errans
- C. erythrothorax
- C. excavaticolle
- C. fallax
- C. falsum
- C. fasciato-punctatum
- C. fasciatum
- C. fascicolle
- C. fasciventre
- C. fornix
- C. frontale
- C. fulvum
- C. fumidicolle
- C. fuscum
- C. gibbum
- C. gounellei
- C. grisescens
- C. grouvellei
- C. gyrinoides
- C. hirtum
- C. horni
- C. hydroporoides
- C. hyphydroide
- C. imitator
- C. impressipenne
- C. incrassatum
- C. indicum
- C. inumbratum
- C. japonicum
- C. kurosawai
- C. laeticolle
- C. laetum
- C. lamprinulum
- C. lampros
- C. latum
- C. lebasi
- C. lecontei
- C. leucostictum
- C. liratulum
- C. longipenne
- C. longum
- C. lucens
- C. lucidum
- C. luctuosum
- C. luculentum
- C. luteosparsum
- C. luteovestitum
- C. lutipenne
- C. maculatum
- C. maulazi
- C. melanarium
- C. melancholicum
- C. mexicanum
- C. mimeticus
- C. minusculum
- C. minutum
- C. modeslum
- C. montanum
- C. murinum
- C. nebulosum
- C. nigerrimum
- C. nigratum
- C. nigripenne
- C. nitidum
- C. oberthuri
- C. obesum
- C. oblongum
- C. obtruncatum
- C. obtusicolle
- C. ogivalicolle
- C. ohbayashii
- C. ooides
- C. ovatum
- C. parallelipenne
- C. parallelum
- C. parcecrenatum
- C. parcepunctulatum
- C. peccatum
- C. pici
- C. pilosellum
- C. posticemarginatum
- C. posticum
- C. problematicum
- C. propensum
- C. propinquum
- C. pulverulentum
- C. pulvinatum
- C. punctaticolle
- C. punctatissimum
- C. punctumalbum
- C. punctumochraceum
- C. putifrons
- C. quadricolle
- C. rubicundum
- C. rufipenne
- C. rufiventre
- C. rugatipenne
- C. saucium
- C. scutellare
- C. sellatum
- C. semisanguineum
- C. semivestitum
- C. sharpi
- C. simillimum
- C. simplex
- C. simulator
- C. sinuaticolle
- C. splendens
- C. stenosoma
- C. stenothorax
- C. stilbonotum
- C. strictum
- C. subellipticum
- C. subfasciatum
- C. sublaeve
- C. sublampros
- C. subnudum
- C. subobesum
- C. subparallelum
- C. subpubescens
- C. subrubicundum
- C. subsuturale
- C. succinctum
- C. sulsplendens
- C. suturale
- C. tenuepubens
- C. tessellatum
- C. testaceitarsis
- C. thorecicum
- C. transversesulcatum
- C. triste
- C. tumidum
- C. turgidum
- C. undatum
- C. unifasciatum
- C. uniforme
- C. ustulatum
- C. variegatum
- C. ventricosum
- C. vicinum
- C. xanthotrichodes
- C. yakushimanum
- C. yucatanum
- C. zapotense
- C. zonatum